# Nothobomolochus vervoorti
Nothobomolochus vervoorti is een eenoogkreeftjessoort uit de familie van de Bomolochidae. De wetenschappelijke naam van de soort is voor het eerst geldig gepubliceerd in 1986 door Avdeev.